# 2454 Olaus Magnus
A 2454 Olaus Magnus (ideiglenes jelöléssel 1941 SS) a Naprendszer kisbolygóövében található aszteroida. Yrjö Väisälä fedezte fel 1941. szeptember 21-én.